# Basse-Pointe

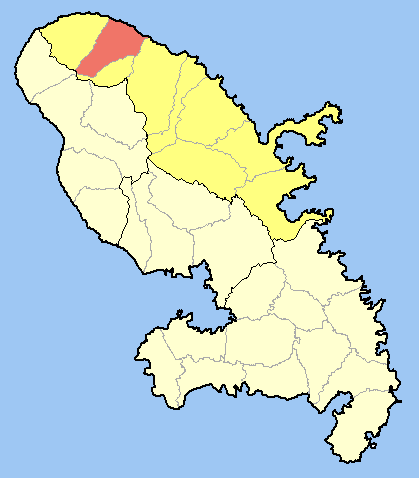
Situació de Basse-Pointe

Basse-Pointe és un municipi francès, situat a la regió de Martinica. El 2009 tenia 3.974 habitants. Es troba al nord de la costa atlàntica de Martinica es troba en un dels vessants del Mont Pelée. Limita al nord amb Macouba, Ajoupa-Bouillon i Le Lorrain.

## Demografia
|  | 4.562 | 4.359 | 4.201 | 4.432 | 4.184 | 3.888 |  |  |  |  |  |  |  |  |  |  |
|  |       |       |       |       |       |       |  |  |  |  |  |  |  |  |  |  |

## Administració
| Període | Identitat         | Partit |
| ------- | ----------------- | ------ |
| 1995-   | André Charpentier | FMP    |

## Història
El nom de Basse-Pointe (punta baixa) prové de la seva situació geogràfica: es troba sobre una punta rocosa no gaire elevada. En aquesta localitat, així com a moltes altres, després de l'abolició de l'esclavitud en 1848, nombrosos emigrants hindis es van instal·lar per a treballar en els camps de canya de sucre. Aquest és el tema d'un dels llibres de Raphaël Confiant: El budell del xacal.

## Personatges il·lustres
- Aimé Césaire